# Nick Jue

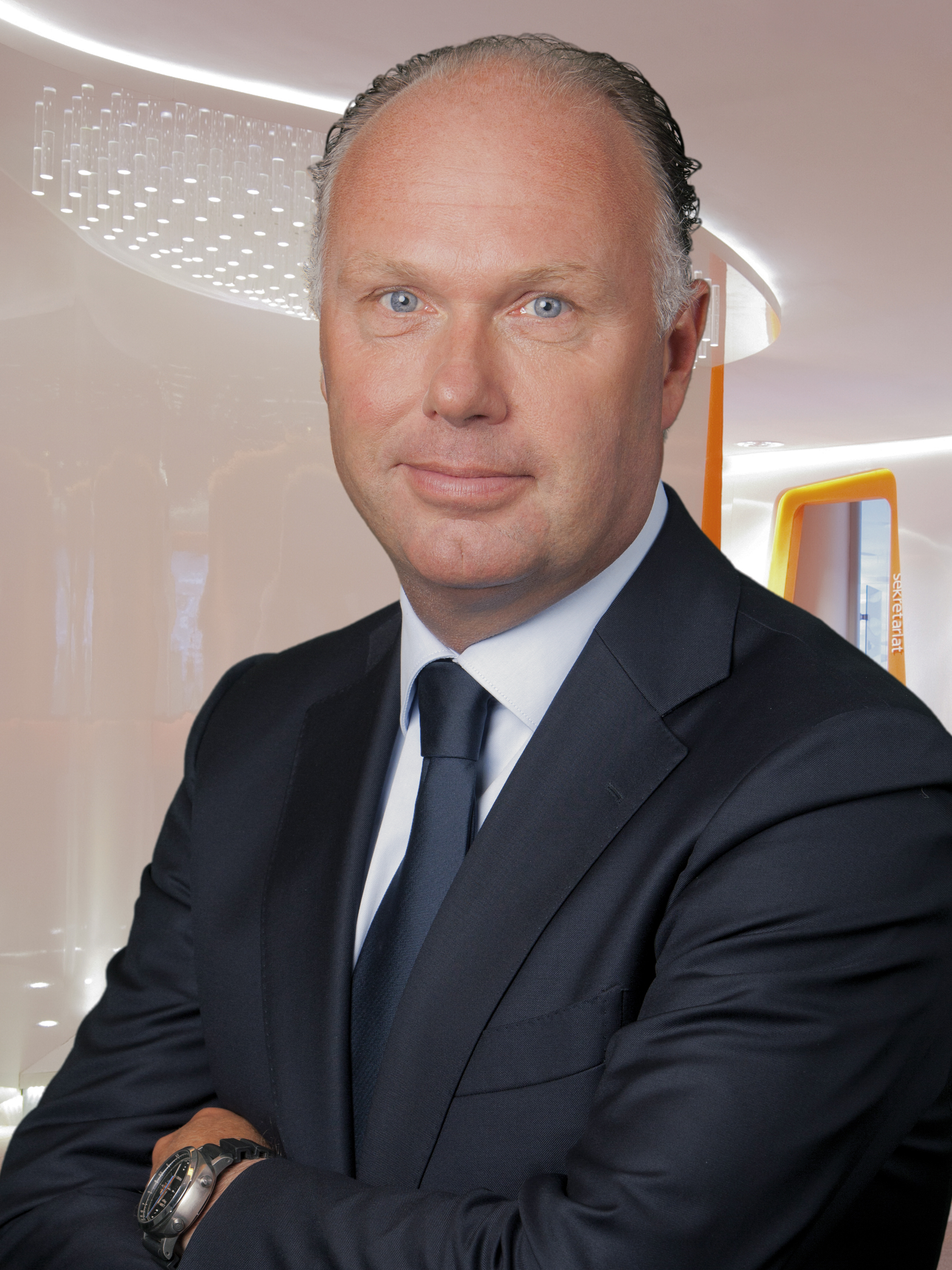
Nick Jue (2010)

Nick Jue (* 1965) ist ein niederländischer Manager. Seit 1. Juli 2017 ist er als Nachfolger von Roland Boekhout Vorstandsvorsitzender der ING-DiBa.

## Leben
Jue studierte Betriebswirtschaftslehre an der Erasmus-Universität in Rotterdam, machte seinen Master in Marketing Management an der Universität Tilburg und absolvierte das General Management-Programm CEDEP an der INSEAD in Fontainebleau. Nach einer dreijährigen Tätigkeit bei KPN in den Niederlanden von 1990 bis 1993 wechselte Jue zur niederländischen Postbank.  Er war dort zunächst Leiter Marketing der Abteilung Sparen und danach Leiter des Marketing-Managements Kundenbeziehung.
Ab 1999 war Jue als General Manager für die Region Süd-Ost beim Versicherungskonzern Nationale Nederlanden, von wo er 2002 in die Geschäftsleitung der ING Bank Belgien wechselte. Nächste Station war ab 2003 die ING Group in den Niederlanden, wo er zuletzt für Unternehmenskommunikation & Corporate Affairs, für Investor Relations, Branding und Sponsoring sowie Public Affairs verantwortlich war.
2006 wurde Jue Vorstandsvorsitzender von ING Retail in den Niederlanden und führte ab 2010 nach der Fusion von Postbank und ING Bank in gleicher Funktion die gesamte ING Bank Nederland.